# Flowersia
Flowersia là một chi rêu trong họ Bartramiaceae.